# Orthopädieschuhmacher

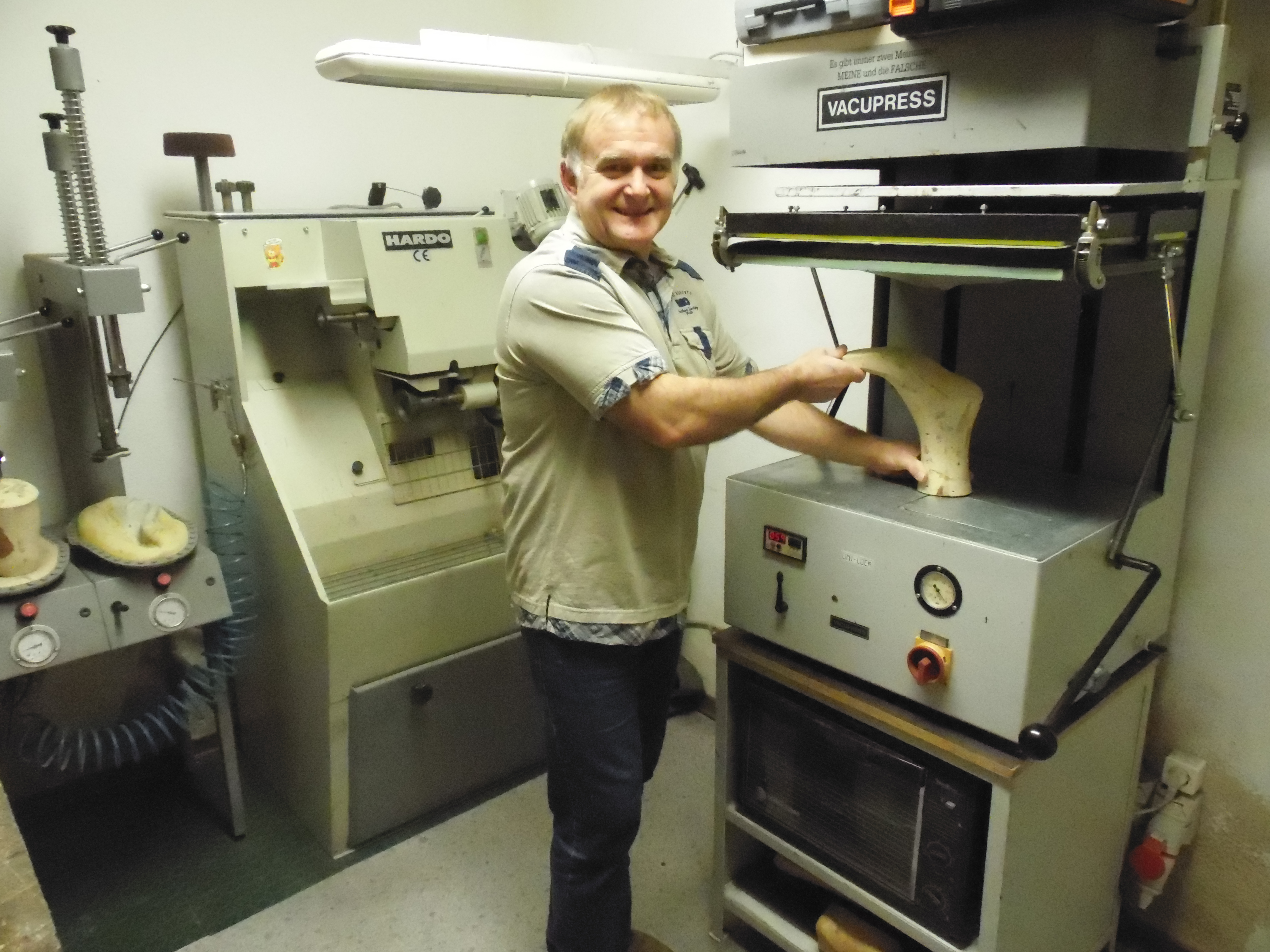
Orthopädieschuhtechniker

Der Orthopädieschuhmacher oder Orthopädieschuhtechniker zählt zu den medizinisch-technischen Handwerksberufen (Gesundheitshandwerk). Das Leistungsspektrum umfasst alle schuhtechnischen Maßnahmen zur Erhaltung, Förderung und Wiederherstellung der Fußgesundheit angefangen bei kleinen individuellen Änderungen am Konfektionsschuh über Schuheinlagen bis hin zur Anfertigung orthopädischer Maßschuhe oder komplexer Orthesen.
Hinzu kommen die umfassende Beratung und Problemlösungen bei Schuh- und Fußproblemen im prophylaktischen und akuten Bereich.

## Abgrenzung und Arbeitsbild
Somit unterscheidet der Orthopädieschuhtechniker sich wesentlich vom herkömmlichen Schuhmacher, der vornehmlich mit der Reparatur von Konfektionsschuhen befasst ist. Selbst wenn der „normale“ Schuhmacher maßgefertigte Schuhe baut, ist das ein Unterschied zur individuellen Anfertigung eines orthopädischen Schuhes.
Die Herstellung spezieller Schuhe, der Umbau von Konfektionsschuhwerk, beispielsweise für die Bedürfnisse von Diabetikern, stehen im Vordergrund dieses Berufes. Dazu gehören auch die Anpassung von Einlagen zur Korrektur von Fußfehlformen sowie Polsterungen und Entlastungen für bestimmte Areale am Fuß. Dieses ist besonders für Diabetiker zur Gesunderhaltung des Fußes sehr wichtig.
Die ebenfalls zum Berufsbild gehörende medizinische Fußpflege nimmt sowohl in der Ausbildung wie auch in der Praxis einen sehr kleinen Raum ein.

## Ausbildung

### Deutschland
Die Ausbildungsdauer zum Orthopädieschuhmacher beträgt in Deutschland 3½ Jahre. Eine Weiterbildung zum Orthopädieschuhmachermeister ist nach Absolvierung der Gesellenprüfung möglich. Zusätzlich besteht auch die Möglichkeit, ein Fachhochschulstudium an der TH Mittelhessen und der FH Steinfurt zur Weiterbildung zum Diplom-Ingenieur zu absolvieren.

### Österreich
In Österreich dauert die Ausbildung gleichfalls 3,5 Jahre im dualen Ausbildungssystem. Lehrlinge werden an Berufsschulen und in Lehrbetrieben, meist Orthopädieschuhmacherbetrieben ausgebildet. Sie schließen mit der Lehrabschlussprüfung, die auch für den Beruf des Schuhmachers gilt, ab. Die Weiterbildung zum Meister und ein Jahr fachliche Tätigkeit sind die Voraussetzungen für eine selbstständige Berufstätigkeit im reglementierten Handwerk der Orthopädieschuhmacher.
Alternativ ermöglicht eine abgeschlossene Lehrabschlussprüfung auch die Zulassung zur Berufsmatura (Berufsreifeprüfung) und in der Folge zu weiteren Höherqualifizierungen, z. B. an Fachhochschulen.

### Schweiz
In der Schweiz dauert die Ausbildung 4 Jahre im dualen Ausbildungssystem. Lehrlinge werden in Lehrbetrieben und an der Berufsschule in Zofingen ausgebildet. Alternativ können ausgelernte Schuhmacher mit einer weiteren (verkürzten) Lehre von 2 Jahren auch zum Orthopädieschuhmacher ausgebildet werden. Eine erfolgreich abgeschlossene Lehrabschlussprüfung ermöglicht die Zulassung zur Berufsmatura.
Die Weiterbildungsstruktur zum Orthopädieschuhmachermeister wird zurzeit vom „Verband Fuss&Schuh“ überarbeitet.